# Es-sfalat
Es-sfalat  (in arabo السفلات‎?) è un centro abitato e comune rurale del Marocco situato nella provincia di Errachidia, regione di Drâa-Tafilalet. Conta una popolazione di 11 483 abitanti (censimento 2014).